# Orbán Gábor (közgazdász)
Orbán Gábor (1979 –) magyar közgazdász, 2017. november 1-jétől a Richter Gedeon Nyrt. vezérigazgatója.
A Befolyás-barométer szerint 2025-ben ő volt Magyarország 43. legbefolyásosabb személye.

## Életpályája
Tanulmányait a Budapesti Közgazdaságtudományi Egyetemen, valamint az Amerikai Egyesült Államokban végezte. Diplomájának megszerzése után előbb az MNB-nél, majd az EKB-nál dolgozott közgazdászként. Később az Aegon Befektetési Alapkezelő portfólió-menedzsereként és kötvényüzletág-vezetőjeként dolgozott. Ezt követően két és fél éven keresztül a Nemzetgazdasági Minisztérium adó-és pénzügyekért felelős államtitkára volt 2015. július 31-ig.
2015. szeptembertől a Rothschild párizsi bankjához került. 2016 szeptemberétől dolgozik a Richter Gedeon Nyrt.-nél: előbb stratégiai igazgatóként, 2017. január 1-től általános vezérigazgató-helyettesként. 2017 áprilisától tagja az Igazgatóságnak. 2017. november 1-jétől - Bogsch Erik utódaként - ő a Richter cég vezérigazgatója.
2025-ben a Magyar Érdemrend tisztikeresztjével, illetve Wahrmann Mór-éremmel tüntették ki.
Feleségével három gyermeket nevelnek.[forrás?]